# Arelaune-en-Seine
Arelaine-en-Seine es una comuna nueva francesa situada en el departamento de Sena Marítimo, de la región de Normandía.

## Historia
Fue creada el 1 de enero de 2016, en aplicación de una resolución del prefecto de Sena Marítimo del 16 de diciembre de 2015 con la unión de las comunas de La Mailleraye-sur-Seine y Saint-Nicolas-de-Bliquetuit, pasando a estar el ayuntamiento en la antigua comuna de La Mailleraye-sur-Seine.

## Demografía
| Gráfica de evolución demográfica de Arelaune-en-Seine entre 1800 y 2012 |
|                                                                         |

Los datos parciales entre 1800 y 2012 son el resultado de sumar los parciales de las dos comunas que forman la nueva comuna de Arelaune-en-Seine, cuyos datos se han cogido de 1793 a 2006, para las comunas de La Mailleraye-sur-Seine, y Saint-Nicolas-de-Bliquetuit de la página francesa Ldh/EHESS/Cassini. Los demás datos se han cogido de la página del INSEE.

## Composición
| Comuna delegada             | Código INSEE | Población hab. | Superficie km² | Densidad hab./km² |
| --------------------------- | ------------ | -------------- | -------------- | ----------------- |
| La Mailleraye-sur-Seine     | 76401        | 1977           | 44.58          | 45                |
| Saint-Nicolas-de-Bliquetuit | 76625        | 577            | 9.23           | 63                |